# Kloster Wahlshausen

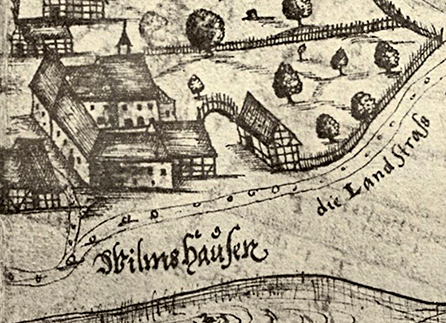
Das aufgelöste Kloster mit dem Garten um 1590

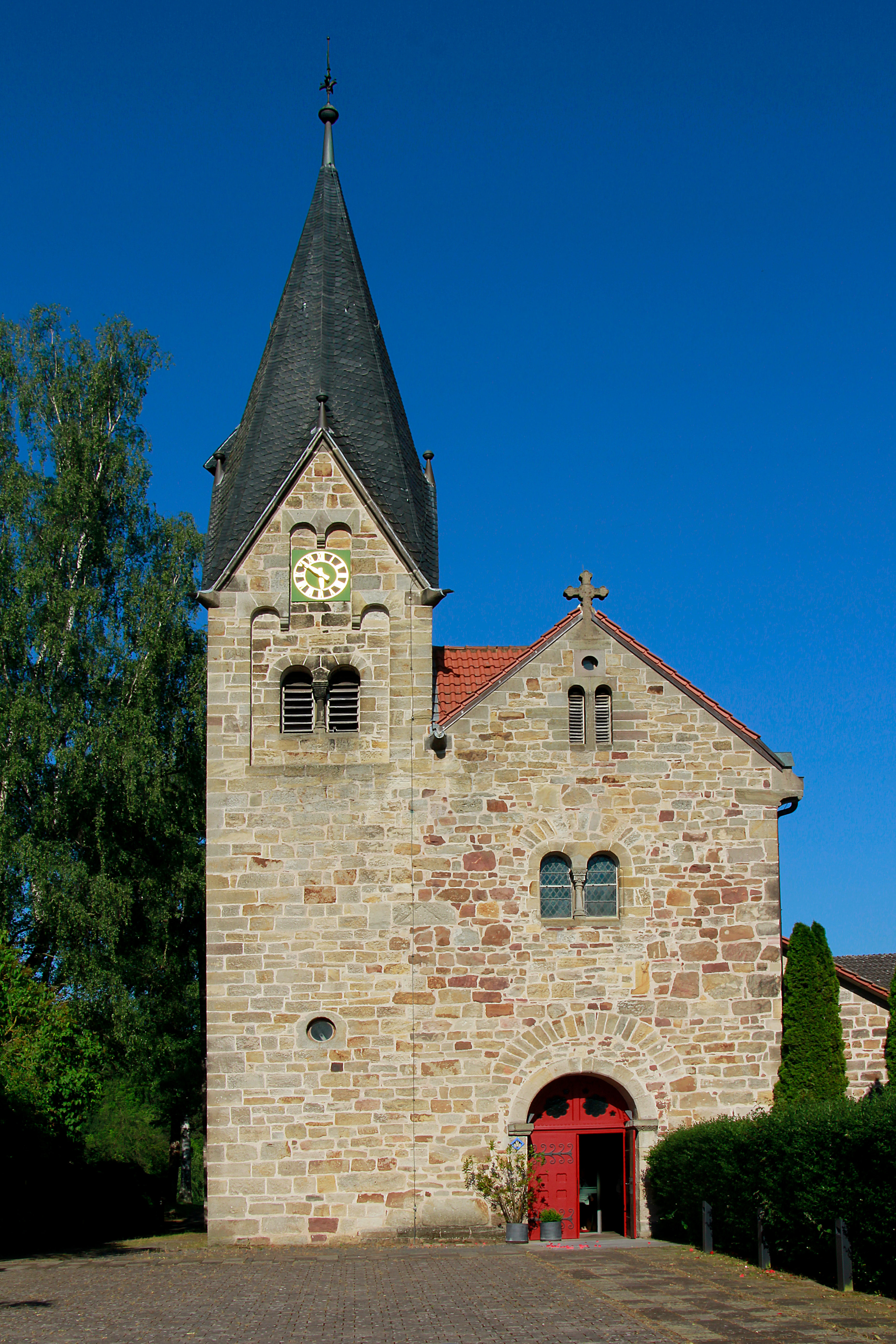
Westfassade der ehemaligen Klosterkirche

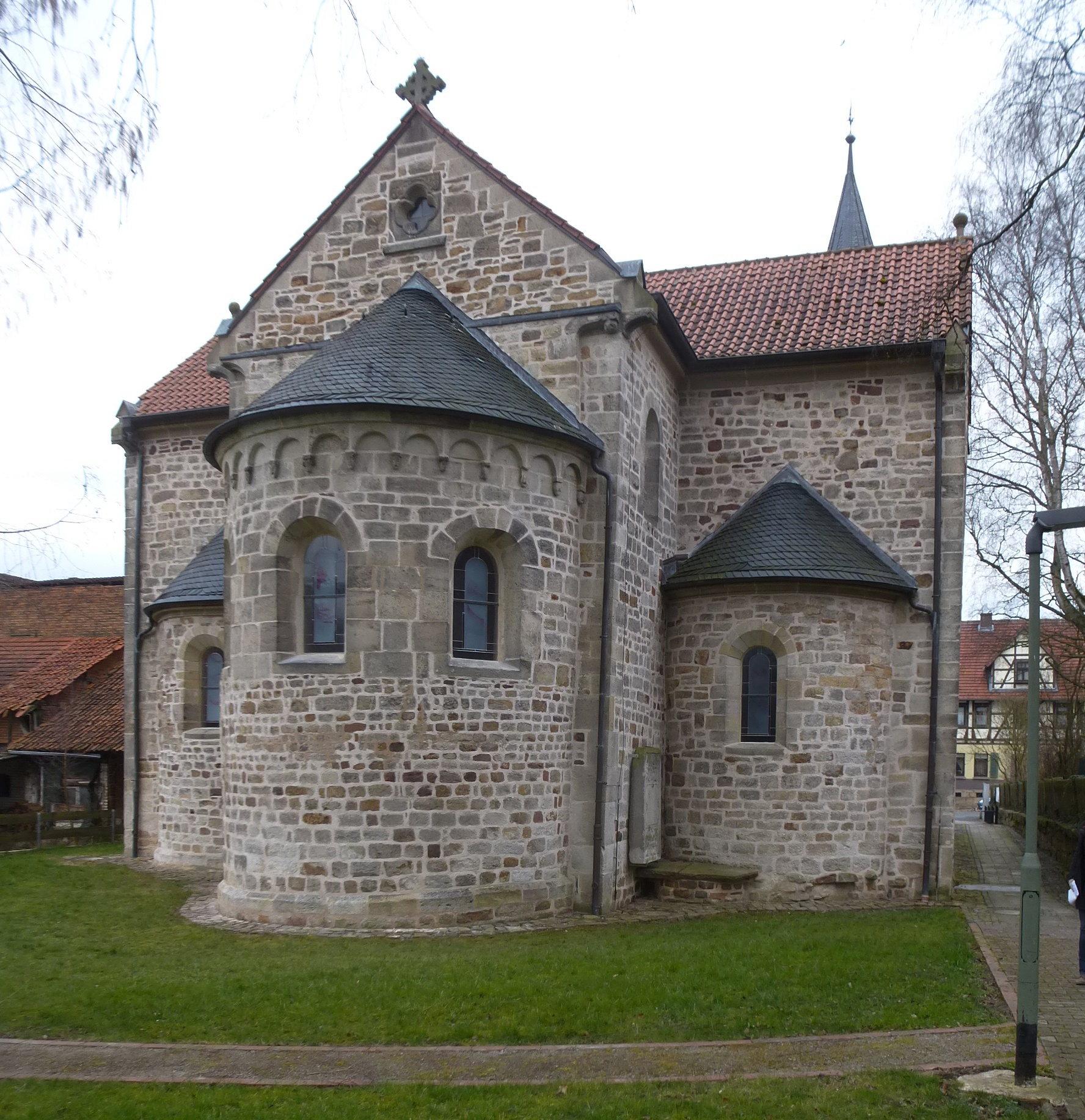
Ostseite mit originalem Rundbogenfries an der Ostapsis

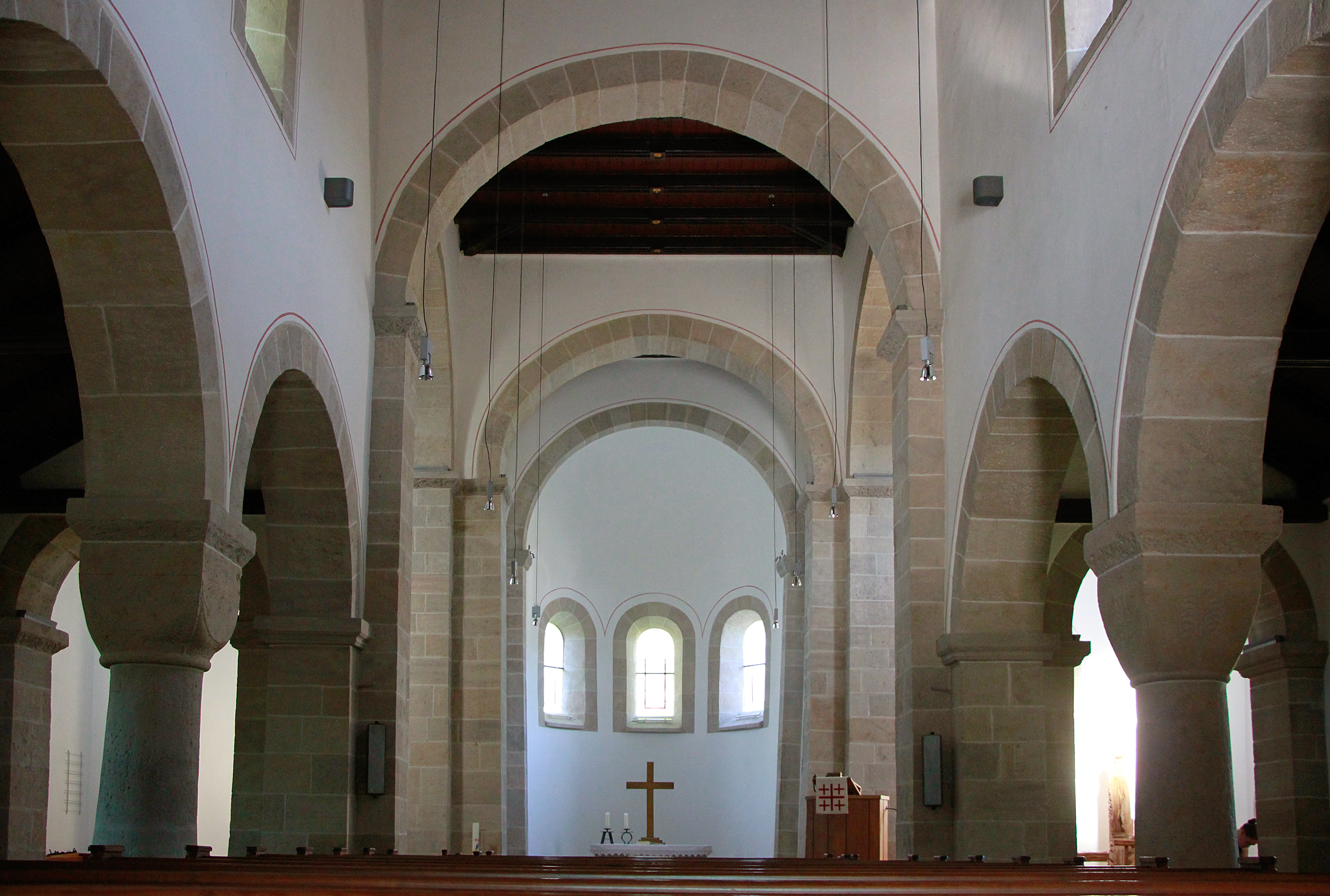
Mittelschiff und Ostapsis

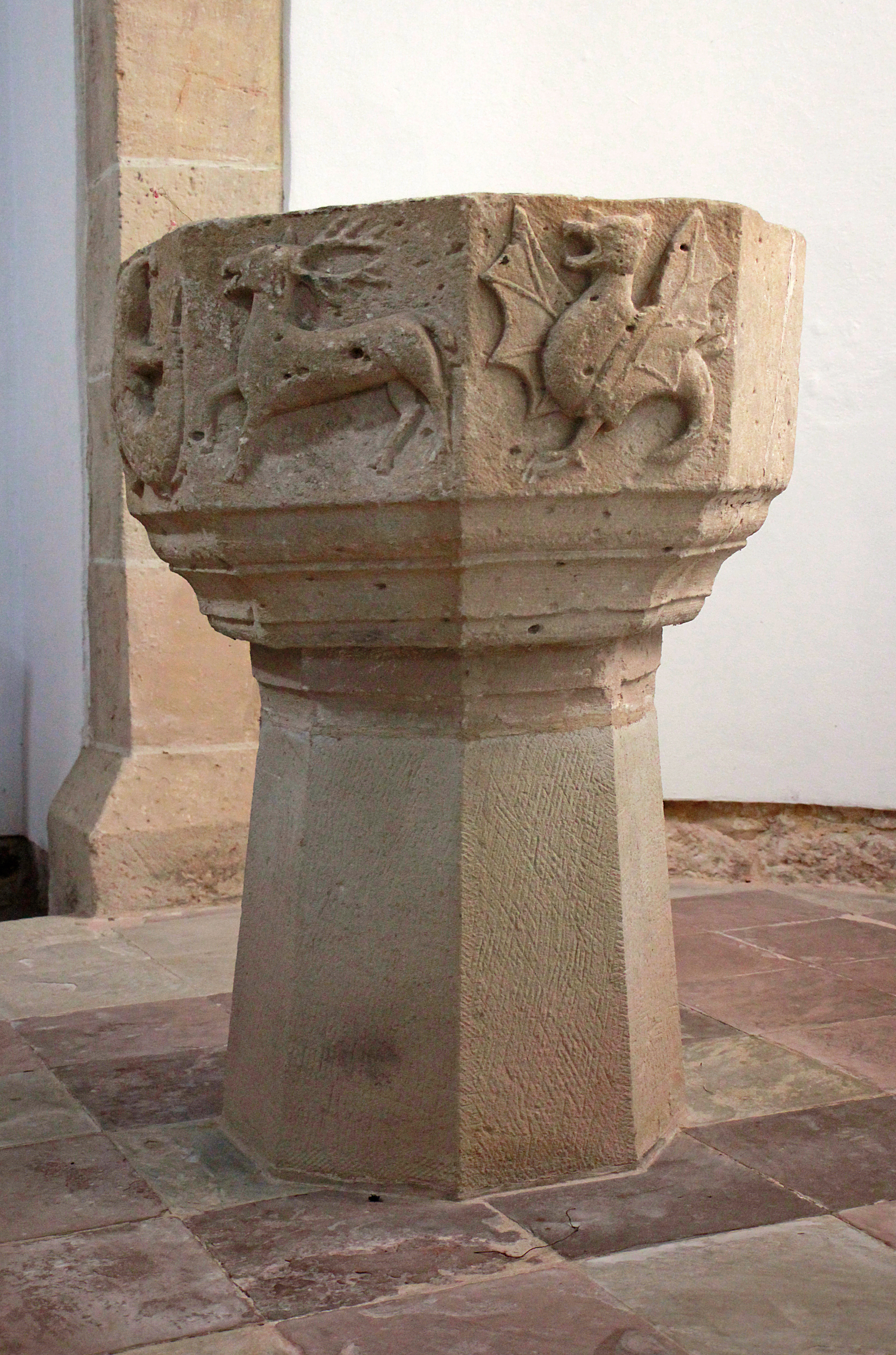
Taufstein aus dem 13. Jahrhundert

Das Kloster Wahlshausen (auch: Walshausen) war von 1142 bis 1527 ein Kloster zuerst der Benediktinerinnen, ab 1293 der Zisterzienserinnen und ab 1310 der Zisterzienser in Wilhelmshausen, Gemeinde Fuldatal, in Hessen. Heute ist nur noch die ehemalige Klosterkirche erhalten, die „Marienbasilika Wilhelmshausen“ genannt wird.

## Geschichte
Das Kloster wurde durch König Konrad III. und den Mainzer Erzbischof Heinrich I. um 1140 gegründet. Der Mainzer Erzbischof Gerhard II. von Eppstein stellte das in den Jahren 1142 bis 1150 erbaute Nonnenkloster 1293 unter die Aufsicht von Kloster Hardehausen. 1310 wurde das Kloster mit Hilfe von Kloster Riddagshausen in ein Priorat der Zisterzienser umgewandelt, wodurch es ein Zisterziensermönchskloster wurde. Ende des 14. Jahrhunderts verschlechterte sich die wirtschaftliche Lage und 1403 lebten nur noch fünf Mönche dort. Dies führte zur Verwaltung durch Kloster Hardehausen. Trotz finanzieller Investitionen durch Hardehausen blieb das Kloster verschuldet. Im Deutschen Bauernkrieg wurde das Kloster 1525 geplündert und 1527 von Landgraf Philipp aufgelöst, diente jedoch bis 1570 als Zufluchtsort für Mönche und Nonnen. 1572 begann Landgraf Wilhelm IV. mit der Anlage des nach ihm benannten Dorfes Wilhelmshausen auf dem Klostergelände. Der Klausurbereich befand sich ursprünglich südlich der Kirche. Der Westflügel verdeckte die Westfront der Kirche. Der Ostflügel schloss an das Querschiff an. 
Von den Klostergebäuden ist nur die ehemalige romanische Klosterbasilika „St. Maria“, erhalten. Sie wurde mehrfach zerstört und zuletzt 1893 wiederhergestellt. Letzte Restaurierungen fanden 1957 bis 1963 sowie 2002 bis 2007 statt. 2008 wurde die Orgelrestaurierung abgeschlossen und 2009 der Vorplatz neu gestaltet. 2016 wurden die 1962 eingebauten und inzwischen defekten fünf Chor- und Nebenapsidenfenster erneuert.

## Marienbasilika
Die „Marienbasilika“ ist eine ursprünglich turmlose flachgedeckte Querhausbasilika mit östlichem Dreiapsidenchor, die bereits im 17. Jahrhundert ihre Seitenschiffe verloren hatte. Versuche der Wiederherstellung des Ursprungszustands hatten 1876 zur Errichtung eines „ganz stylwidrig“ errichteten Nordwestturms und dem ohne bauliches Genehmigungsverfahren vorgenommenen Neubau des anstoßenden nördlichen Seitenschiffs geführt. Ein Brand des Dachstuhls im Jahre 1891 eröffnete den Weg zu einer denkmalpflegerisch akzeptableren Wiederherstellung des Kirchenbaus, mit der Louis Angermann beauftragt wurde. Die 1893 fertige Wiederherstellung des Baus mit neuen Seitenschiffen, Apsiden und Turm lag in den Händen des Kasseler Konsistorialbaumeisters Gustav Schönermark. Das Schlussgutachten des hessischen Bezirkskonservators Ludwig Bickell attestierte dem Restaurierungsprojekt, dass „die Kirche in durchaus würdiger und im Wesentlichen stylgerechter Weise hergestellt“ sei, doch bemängelte er Details des Bauwerks, so die Lisenengliederung und die Fensterform der Seitenschiffe. Im Original erhalten blieb die Ostapsis mit dem Rundbogenfries und Kopfkonsolen. 
Zur Ausstattung gehört der reliefierte Taufstein aus dem 13. Jahrhundert mit der Darstellung eines Drachen, eines Fischs und eines Hirschs. Der Orgelprospekt von 1813 wurde aus dem Franziskanerkloster im westfälischen Lügde übertragen.
Auf der Ostseite schließt sich an die Kirche eine historische Grünfläche an, die ursprünglich als Kirchhof und Begräbnisstätte wie auch später als Obstgarten von Landgraf Philipp I. gedient hat. Sie bildet zusammen mit dem Kirchengebäude ein Kulturdenkmal.

### Handbuchliteratur
- Gereon Christoph Maria Becking: Zisterzienserklöster in Europa, Kartensammlung. Lukas Verlag, Berlin 2000, ISBN 3-931836-44-4, S. 54 B.
- Bernard Peugniez: Guide Routier de l’Europe Cistercienne. Editions du Signe, Straßburg 2012, S. 551.
- Peter Pfister: Klosterführer aller Zisterzienserklöster im deutschsprachigen Raum. 2. Auflage, Kunstverlag Josef Fink, Lindenberg 1998, S. 219.